# محمد حبيب الله
محمد حبيب الله (15 تشرين الثاني 1938)، هو شاعر وكاتب فلسطيني حامل الجنسية الاسرائيلية. ولد حبيب الله في قرية عين ماهل في الجليل. كان أستاذًا متخصصًا في فهم المقروء  ألّف سلسلة كتب “أنا أقرأ أنا أفكر” ، كما أنه حاصل على الدكتوراه في اللغة العربية، وكان من المؤسسين للجنة متابعة قضايا التعليم العربي.

## المسيرة الأكاديمية والمهنية
أنهى محمد حبيب الله المرحلة الابتدائية والإعدادية  في بلده عين ماهل، ثم انتقل إلى المدرسة البلدية في الناصرة كي يكمل فيها المرحلة الثانوية حيث تخرج منها عام 1958.
بعد ذلك، بدأ رحلة تعلّمه الجامعي في دار المعلمين يافا، وكان ضمن أول فوج تخرج من هناك، بعد تخرجه بدأ يعلم الطلاب اللغة العربية في المدرسة الابتدائية في بلده عين ماهل، وأصبح نائب المدير في المدرسة في السنين 1960-1964. بعدها بدأ تعليمه في الجامعة العبرية بهدف الحصول على اللقب الأول والثاني في اللغة العربية، استمرت فترة تعلمه في الجامعة بين السنوات 1965 حتى 1968، وفي هذه الاثناء كان أيضا معلما في مدرسة بيت صفافا. بعد إنهاء تعليمه في الجامعة العبرية، أصبح محاضرا ومرشدا ونائبا للمدير في دار المعلمين العرب في حيفا وبين السنوات 1969 و2001 ولمدة 32 عام عمل محاضرا في مدرسة التربية في جامعة حيفا وقسم اعداد المعلمين حيث علّم عدة مساقات في موضوع التربية. كما وعمل محاضرا في التربية في كلية «عيمك يزراعيل» وفي كلية «تل حاي» في «كريات شمونة» كما وساهم في تأهيل المعلمين غير المؤهلين في سنوات الستينات والسبعينات.
في آذار 1978، سافر حبيب الله مع عائلته إلى امريكا ولاية «ميشيغان» (michigan) بهدف الحصول على اللقب الثالث في اللغة العربية، وقد تخصص في موضوع فهم المقروء. حصل محمد حبيب الله على الشهادة في غضون سنتين. بعد إنهائه اللقب الثالث عاد إلى البلاد، وأكمل عمله في دار المعلمين العرب في حيفا حتى تقاعده عام 2003، هذا يعني أنه عمل في دار المعلمين مدّة 36 عاما.
في عام 1983 قام محمد حبيب الله باستطلاع في البلاد، بهدف فحص قدرة الطلاب في المدارس الابتدائية على فهم ما يقرأون، وعلى اثر الاستطلاع تبيّن أن 50% من الطلاب لا يفهمون ما يقرأون، وهذه النتيجة اثارت ضجة ضخمة في الوسط العربي. نتيجة لذلك، تم عقد مؤتمرات عديدة لتداول المشكلة، أسفرت هذه المؤتمرات عن إنشاء لجنة متابعة قضايا التعليم العربي عام 1984 والذي كان حبيب الله من مؤسسيها، كما انه كان أول رئيس لها، واستمر في هذا المنصب لمدة 10 سنوات، من سنة 1984 حتى 1994، وما زال عضوًا في السكرتارية حتى اليوم.
في السنوات 1991 إلى 2001 كان محمد حبيب الله يدرّس في الصيف في الجامعات البريطانية والروسية موضوع التعددية الثقافية والتربية عبر الأديان.
بعد تقاعده اشغل محمد حبيب الله منصب رئيس مركز التربية للتعددية في أكاديمية القاسمي، بين السنوات 2004 إلى 2010.
كما أنه كان له دورٌ في إعداد وتأهيل المعلمين، وارشد الكثير من المعلمين للحصول على شهادات استكماليه خارج البلاد.

## سلسلة كتب “أنا أقرأ أنا أفكر"
قام حبيب الله بتأليف مجموعة الكتب: “أنا أقرأ أنا أفكر” 1989 من دار النهضة، والتي تم استخدامها في العديد من المدارس الابتدائية العربية منذ الثمانينات، قامت هذه الكتب بالمساهمة في تعليم فهم المقروء للطلاب العرب في المدارس الابتدائية، فكان محمد حبيب الله من أوائل من أدخلوا فهم المقروء إلى المدارس العربية، والتي بدورها ساهمت في تكوين المنهاج العربي.

## من أبرز مؤلفاته
- سلسلة كتب “أنا أقرأ أنا أفكر”. دار النهضة 1989
- عندما تشرق الشمس. دار النهضة للطباعة والنشر 2019
- انسان ان شاء الله. دار الأماني للطباعة والنشر والتوزيع 2019
- انا والعمر سائران صحابا. دار الأماني للطباعة والنشر والتوزيع 2012
- فصول في تاريخ الأدب العربي. دار النهضة للطباعة والنشر 1973.[3]

كما أنه كتب العديد من المقالات التي ترجم قسم منها إلى الإنجليزية وتم نشرها في صحف اجنبية، وما زال يكتب حتى اليوم مقالات في الفكر والتربية والمجتمع والسياسة التربوية ويتم نشرها في العديد من الصحف.

## حفلات تكريمية
- حفلة تكريم في آذار 2013 من المجلس المحلي في بلده الأم عين ماهل.
- حفلة تكريم في شباط 2018 من بلدية الناصرة.
- حفلة تكريم في أكتوبر 2019 من المجلس الملي الأرثوذكسي الوطني.[4]